# Флорентийский кальчо

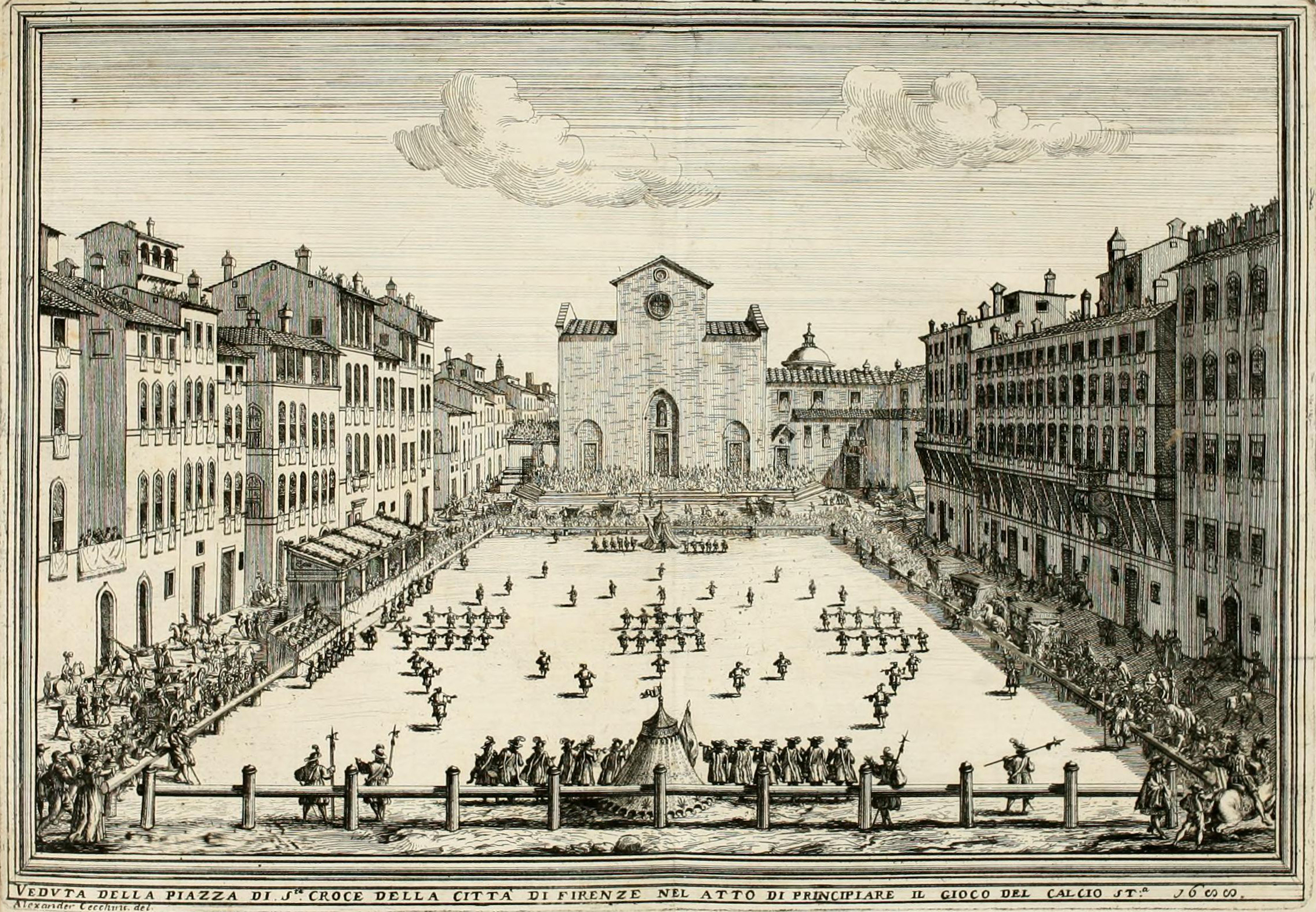
Рисунок про игру в кальчо

Флорентийский кальчо (итал. calcio — «пинок») — командный вид спорта, один из «предков» современных футбола и регби. Мяч изготавливается из кожи, набитой козьей шерстью, по размеру близок к баскетбольному.
Игра осуществляется на песчаном поле, 50х100 метров.
Игроки при этом одеты по традициям игры, сохранившимся с XVI века — штаны по тогдашней моде, торс при этом оставляют голым.

## Правила
В команде кальчо играет 27 человек. Больше всего нападающих, которые называются «иннаци», их 15 человек. Они делятся на три категории по 5 человек: левые, центральные и правые. Следующие 5 человек — полузащитники, или «скончаторе». За ними следуют 4 «датори», или помощники защитников. А защитников, или «датори адьерте», 3 человека. Цель игры — забить противнику как можно больше голов любым способом. Допускается атака игроков команды противника, не владеющих мячом, с использованием приёмов борьбы и кулачного боя.
После того, как одна команда забивала гол, они менялись воротами. Та команда, которая забила гол, ликовала, пела песни и несла свои знамёна. Во главе колонны стоял автор гола. Команда, которая пропустила гол шла понуро и с опущенными знамёнами.
Игрой управляли «простые» судьи, которые находились на возвышении, и «высшие» судьи. Они вступали в игру, когда «простые» судьи, на их взгляд, ошибались.
Одним из современных нововведений является присутствие на площадке команды медиков, которые оказывают первую медицинскую помощь игрокам прямо на поле, без остановки игры.

## Обстановка во время кальчо
Тогда тоже были болельщики, которые ограждались барьером. Те, которые жили в домах, выходящих на место игры, наблюдали за игрой из окон. Кальчо был очень популярен, и вот что сказал Никколо Макиавелли:
В праздничные дни твои ровесники имеют обыкновение гулять, надев маски, или же играть в кальчо.
Известно, что когда войска Папы римского подступили к городу, жители всё равно играли! Это было 17 февраля 1530 года.

## Команды кальчо
Обычно играли четыре команды: Санта-Кроче (голубая), Санта-Мария Новелла (красная), Сан-Спирито (белая) и Сан-Джованни (зелёная). Они представляли четыре исторических квартала города.

## Разновидности кальчо
Была разновидность кальчо для благородных дворян — «триангулум». О ней пишет Пауло Кортезе в книге, вышедшей в 1911 году. Вот как описывается триангулум:
Игра "триангулум", где используется особый флорентийский мяч, набитый козьей шерстью, кажется более подходящей, чтобы в ней участвовали самые родовитые князья. Эта игра в свою очередь имеет четыре вида: с ударом ногами, из треугольника, рядом со стеной и над натянутой веревкой

## Книги о кальчо
В середине 14 века Антонио Скаяно издал «Трактат об игре в мяч». Там он разработал правила для спорных моментов в кальчо. Также известно пособие, написанное в 1580 году Джованни де Барди, который в качестве тренировки рекомендует заниматься спортивными упражнениями: летом лучше заниматься плаванием, осенью — верховой ездой, зимой — борьбой. Соревнования по кальчо, по мнению Барди, лучше проводить весной и осенью.

## Интересные факты
- Хорошими игроками в кальчо считались будущие римские антипапы Климент VII и Климент VIII, а также папа Лев XI.
- В кальчо играли и зимой — на замёрзшей реке Арно.